# Чорсу (станція метро)
41°19′30″ пн. ш. 69°13′55″ сх. д. / 41.32500° пн. ш. 69.23194° сх. д.
«Чорсу» (узб. Chorsu) — станція Узбекистонської лінії Ташкентського метрополітену. Розташована між станціями Тінчлік і Гафур Гулом.

## Історія
Відкрита 6 листопада 1989 року у складі дільниці Чорсу — Алішер Навої.

## Конструкція
Односклепінна станція мілкого закладення з однією прямою острівною платформою. Має підземний та наземний вестибюлі, розташована під площею Чорсу. Один з вестибюлів сполучений з платформовим залом за допомогою ескалатора.

## Колійний розвиток
Станція без колійного розвитку.

## Оздоблення
Стіни вестибюля і платформа оздоблені білим Газганським мармуром, підлога станції покрита сірим гранітом. Підвісні карнизи у стелі тримають алюмінієві консолі. У стінах платформи і колон вестибюлів зроблені різнокольорові керамічні пояси, що стикаються з барельєфами колійних стін платформи.
Станція прикрашена барельєфами «Екологія» і «Зв'язок часів» (художник Ю. Кім).